# Emerald Bay State Park

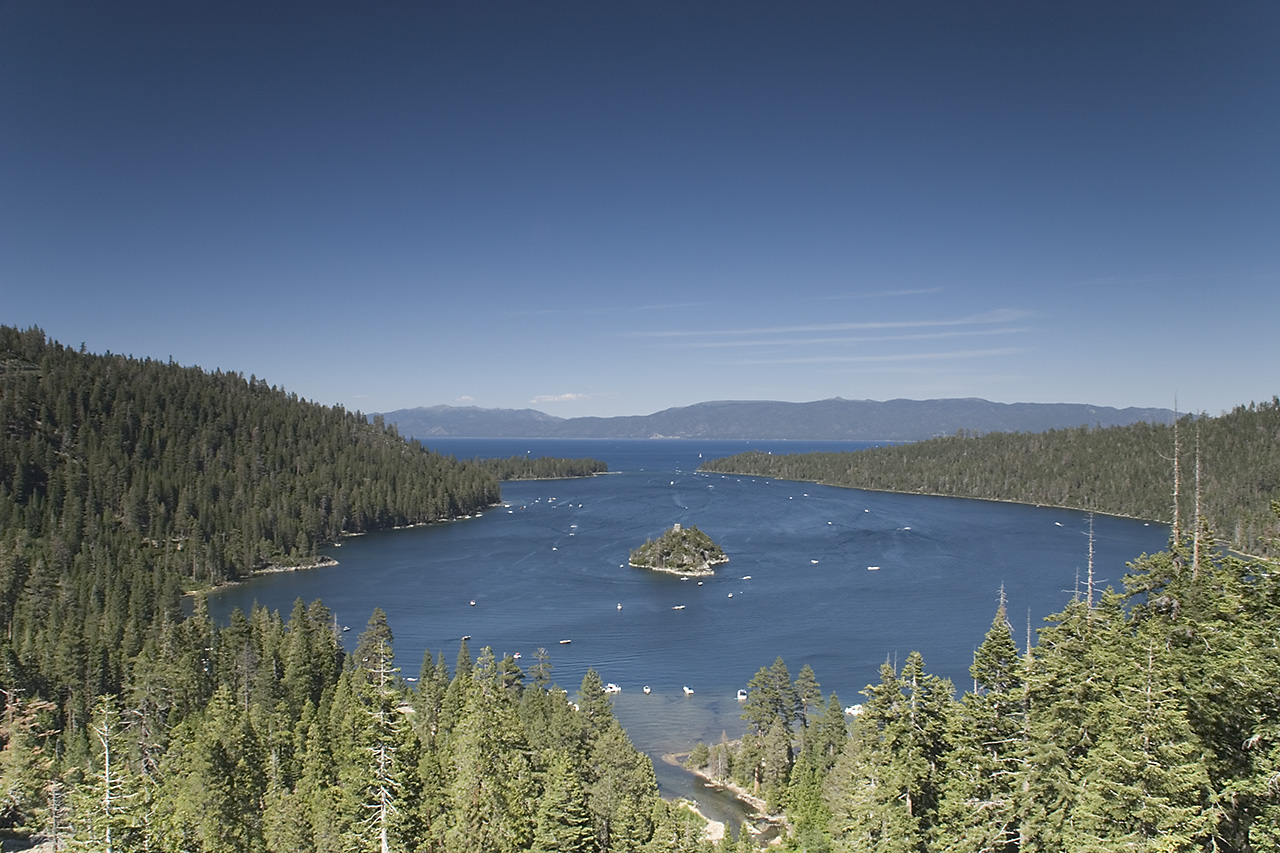
Emerald Bay mit Lake Tahoe im Hintergrund

Der Emerald Bay State Park liegt in der Sierra Nevada im Nordosten des US-Bundesstaats Kalifornien. Zentrum des Parks ist die Emerald Bay (zu deutsch „Smaragdbucht“), die im Nordosten mit dem Lake Tahoe verbunden ist. Dessen einzige Insel, Fannette Island, gehört durch ihre Lage in der Emerald Bay zum State Park. Erreichbar ist das Gebiet über die State Route 89, die nahe dem südwestlichen Ufer entlang verläuft.

## Geschichte
Im Jahre 1969 wurde die Emerald Bay durch das Innenministerium zum National Natural Landmark erklärt. 1994 fügte das California Department of Parks and Recreation die eigentliche Bucht hinzu und machte den Park damit zu einem der ersten Beispiele für Unterwasserschutzgebiete in Kalifornien. Auf dem Grund der Emerald Bay liegen mehrere Wracks.

## Fannette Island
Die einzige Insel des Lake Tahoe liegt inmitten der Emerald Bay und gehört zu den meistfotografierten Motiven der Gegend. Über die vergangenen Jahrzehnte trug sie verschiedene Namen, unter anderem Coquette, Fanette, Baranoff, Dead Man's, Hermit's und Emerald Isle.
Fannette Island war das letzte Zuhause des Kapitän Dick Barter. Der exzentrische Schiffskapitän stammte aus England und baute sich auf der kleinen Insel sein eigenes Grab und eine Kapelle. Zu seinen bevorzugten Beschäftigungen zählten das Segeln und die Angewohnheit, Gästen seine eigens amputierten Zehen zu präsentieren. Barter lebte von 1863 bis 1873 auf Fannette Island. Er wurde jedoch nicht in seinem Grab beerdigt, da er bei einem Sturm ums Leben kam und man seine Leiche nie fand.

## Geographie
Die Temperaturen im Sommer reichen von nächtlichen 4 °C bis tagsüber 25 °C. Im Winter herrschen normalerweise Temperaturen von −7 °C bis 4 °C. In strengen Wintern gefriert das Wasser. Die Bucht ist etwa 2,7 Kilometer lang und bis zu einem Kilometer breit. Die Fläche des State Park beträgt zirka 5,93 Quadratkilometer. Unmittelbar nördlich des Emerald Bay State Parks liegt der D. L. Bliss State Park. 